# Третьяков Олександр Юрійович
Олександр Юрійович Третьяков (нар. 20 березня 1970, Київ, УРСР) — український політик, депутат ВРУ IV, V, VI, VIII скликань.

## Життєпис
Народився 20 березня 1970 року в Києві. Навчався спочатку у середній школі № 102, старші класи — у середній школі № 135. Вищу освіту здобув у Київському вищому інженерному радіотехнічному училищі ППО (1987—1992). З 1992 по 1994 рік служив у Збройних силах України. Закінчив службу у званні старшого лейтенанта.
Втік закордон після початку повномасштабного вторгнення росії.

### Підприємницька діяльність
З 1995 по 2002 рік був президентом фірми АТЕК-95, однієї з найбільших нафтотрейдерних компаній України. У сферу бізнес-інтересів Третьякова також входять нерухомість та медіа. У 2006 році створює медіа-холдинг «Главред-медіа», до якого входить найвпливовіше українське інформаційне агентство УНІАН, журнал і сайт «Главред», журнали «Профіль», «Телесіті», газети «Новая», «Известия в Украине», сайт «Телекритика», телеканал «Сіті». Бізнес-партнером О. Третьякова по холдингу стає один з найбільших українських бізнесменів, співвласник групи «Приват» Ігор Коломойський. Офіційно про створення холдингу сторони оголосили в серпні 2007 року. На початку 2010 року, після перемоги В. Януковича на президентських виборах, Третьяков продає всі свої медіа-активи.

### Політична кар'єра
У 2002 році починає активно займатися політикою. Депутат ВРУ 4-го скликання (04.2002 — 03.2005). Обирається за списком Народного руху України, фракції «Наша Україна» (41 номер партійного списку). Був членом партії НРУ.
Член Комітету з питань екологічної політики, природокористування та ліквідації наслідків Чорнобильської катастрофи (06 — 07.2002). Член фракції «Наша Україна» (з 05.2002), член Комітету з питань паливно-енергетичного комплексу, ядерної політики та ядерної безпеки (з 07.2002).
Стає однією з довірених осіб лідера опозиції Віктора Ющенка, тривалий час входить в найближче коло майбутнього президента, а потім глави держави. Був одним з фінансових спонсорів опозиційної фракції «Наша Україна».
Влітку 2004 року, коли формувався передвиборчий штаб кандидата в Президенти Ющенка, Третьяков обійняв посаду заступника керівника штабу, відповідаючи за організаційні та фінансові питання. Під час Помаранчевої революції входив до складу Комітету Національного Порятунку. У багатьох медіа згадувався як один із спонсорів Помаранчевої революції[джерело?].
Восени 2004 року після отруєння кандидата в Президенти Віктора Ющенка супроводжував Ющенка на лікування до Австрії. З вересня 2004 по січень 2005 року, до самої інавгурації Віктор Ющенко зі своєю родиною з метою безпеки жили в будинку Олександра Третьякова.
Після інавгурації новообраний Президент Віктор Ющенко одним з перших своїх указів 27 січня 2005 призначав Олександра Третьякова Першим помічником — Керівником Кабінету Президента України. О. Третьяков займав цю посаду до грудня 2005 року, за цей час провівши структурну реформу Секретаріату Президента[джерело?].
У березні 2005 року став одним із творців партії «Наша Україна», активно займаючись партійним будівництвом, відповідав в партії за організаційні, медійні, фінансові питання. Вважав, що на парламентські вибори 2006 року «помаранчева команда» Ющенка — Тимошенко повинна йти одним списком.
Був членом наглядової ради «Укрнафти», «Ощадбанку», «Укртелекому» у 2005—2006 рр.
У вересні 2005 року, під час політичної кризи в Україні, що вибухнула після публічних звинувачень найближчого оточення Президента Ющенка в корупції, Третьяков звернувся до Президента з проханням на час розслідування відсторонити його від займаної посади. Тоді ж Віктор Ющенко відправив у відставку прем'єр-міністра Юлію Тимошенко і весь уряд, а також секретаря Ради Нацбезпеки та оборони Петра Порошенка. У вересні 2005 року Президент скасував посаду Першого помічника Президента, про що заявив, виступаючи з трибуни Верховної Ради в день голосування по затвердженню Юрія Єханурова на посаду Прем'єр-міністра.
Пізніше міжвідомча слідча комісія у вересні-жовтні 2005 року заявила про відсутність будь-яких фактів, що підтверджують звинувачення в корупції, і не знайшла жодних зловживань, також дві тимчасові слідчі комісії Верховної Ради України (восени 2005 і в березні 2006) підтвердили безпідставність звинувачень[джерело?].
У грудні 2005 року О. Третьяков став позаштатним радником Президента України. О. Третьяков займав цю посаду до жовтня 2006 року, написав заяву про відставку у зв'язку з незгодою з кадровою політикою Президента.
Депутат Верховної Ради 5-го скликання з 04.2006 від Блоку «Наша Україна», (41 номер списку). На час виборів: слухач Національної академії державного управління при Президентові України, член НСНУ. Член Комітету з питань національної безпеки і оборони (з 07.2006), голова підкомітету з питань правового забезпечення інформаційної безпеки, член фракції Блоку «Наша Україна» (з 04.2006)
Навесні 2007 року в складі групи 150 депутатів написав заяву про дострокове припинення депутатських повноважень, що дало можливість Президенту Ющенку розпустити парламент і призначити позачергові вибори до Верховної Ради України.
У жовтні 2007 року на позачергових парламентських виборах втретє став депутатом Верховної Ради України від партії «Наша Україна» (56 номер списку). У Верховній Раді України VI скликання обіймав посаду заступника керівника фракції НУ-НС. З 26 грудня 2007 — перший заступник Голови Комітету Верховної Ради України з питань транспорту і зв'язку.
Був активним прихильником демократичної коаліції, одним з ключових лобістів створення коаліції НУ-НС — БЮТ у грудні 2007 року і НУ-НС — БЮТ — Блок Литвина в листопаді 2008 року. У Верховній Раді України 4, 5 та 6 скликань брав участь у створенні Міжпарламентської асамблеї Верховної Ради України і Сейму Литовської Республіки і був її співголовою з української сторони[джерело?].
Під час президентських виборів 2010-го року виступив проти рішення Віктора Ющенка балотуватися на другий термін. У лютому 2010-го напередодні другого туру президентських виборів виходить з партії «Наша Україна» на знак протесту проти внесення змін до закону «Про вибори Президента України», коли за кілька днів до голосування були змінені правила формування комісій. Тоді частина депутатів фракції НУ-НС від партії «Наша Україна» проголосувала разом з Партією регіонів за цей закон, а Президент Ющенко підписав його.
На парламентських виборах 2012 року балотувався як безпартійний самовисуванець у народні депутати України по одному з одномандатних мажоритарних округів м. Києва (Святошинський район). За результатами голосування зайняв друге місце, отримавши 23 тис. голосів (25.77 %) та поступившись кандидату від «Батьківщини» Володимиру Ар'єву[джерело?].
У 2013—2014 активно підтримував Революцію Гідності: закупив близько 500 бронежилетів, мішки, барикад, намети, спальники, одяг тощо. Офіс Олександра Третьякова на Подолі приймав протестувальників для обігріву та ночівлі, там також перебували члени «Правого сектору» та інші активісти. З початком війни на Сході закуповує амуніцію для добровольчих батальйонів в зоні АТО, надає фінансову підтримку сім'ям учасників АТО Святошинського району міста Києва.
На позачергових виборах до Верховної Ради України у 2014 році був висунутий кандидатом по одномандатному округу № 219 (м. Київ, Святошинський район) від «Блоку Петра Порошенка», де здобуває впевнену перемогу з результатом 44,91 %.
У 2014 році Верховною Радою VIII скликання був обраний головою Комітету у справах ветеранів, учасників бойових дій, учасників антитерористичної операції та людей з інвалідністю.
У 2017 році електронна декларація Олександра Третьякова пройшла повну перевірку в Національному агентстві з питань запобігання корупції. В ході перевірки порушень не було виявлено.
У січні 2018 року громадська мережа «Опора» включила Олександра Третьякова в трійку найбільш ефективних глав Комітетів Верховної Ради. У Третьякова найвищий показник законодавчої ефективності — 22 прийнятих з 62 ініційованих законопроєктів.
Виступає за створення в Україні Міністерства у справах ветеранів, аналогічного діючим відомствам в США, Канаді, Австралії, Хорватії та інших країнах.
18 січня 2018 року представники профільного Комітету зареєстрували у Верховній Раді Постанову про звернення Верховної Ради України до Кабінету Міністрів щодо створення Міністерства у справах ветеранів, і 27 лютого цю постанову було ухвалено парламентом.
Кандидат у народні депутати на парламентських виборах 2019 року (виборчий округ № 219, частина Святошинського району м. Києва). Програв кандидату від партії «Слуга народу» Миколі Тищенку.

## Особисте життя
Мати: Третьякова Людмила Іванівна (1946 р. н.). З 1991 року одружений з Третьяковою Аллою Феодосіївною (1969 р. н.). Виховує доньку Дар'ю (2003 р. н.) та двох синів — Єгора та Данила (2008 р. н.). У сім'ї спілкуються з дітьми українською мовою, вважаючи, що тільки через сім'ю можна прищепити дитині любов, повагу до рідної мови, історії та культури.

## Нагороди і звання
- Державний службовець 1 рангу (05.2005)
- Хрест командора Орден «За заслуги перед Литвою» (06.2004)